# 亚马逊橡胶热潮

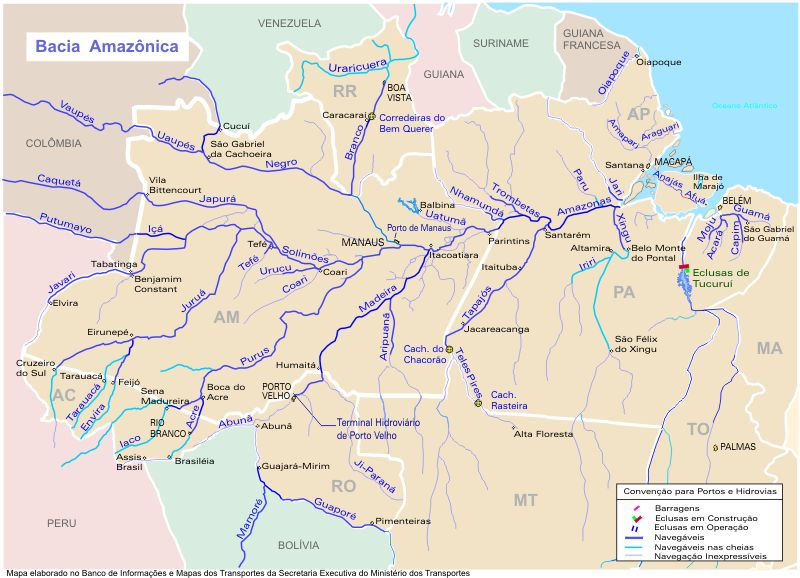
亚马逊橡胶热潮的区域，包括巴西和玻利维亚的一部分，包括玛代拉河、马莫雷河和瓜波雷河（均为亚马逊河支流）流域。在那里玛代拉-马莫雷河铁路也在这一时期修建了起来。

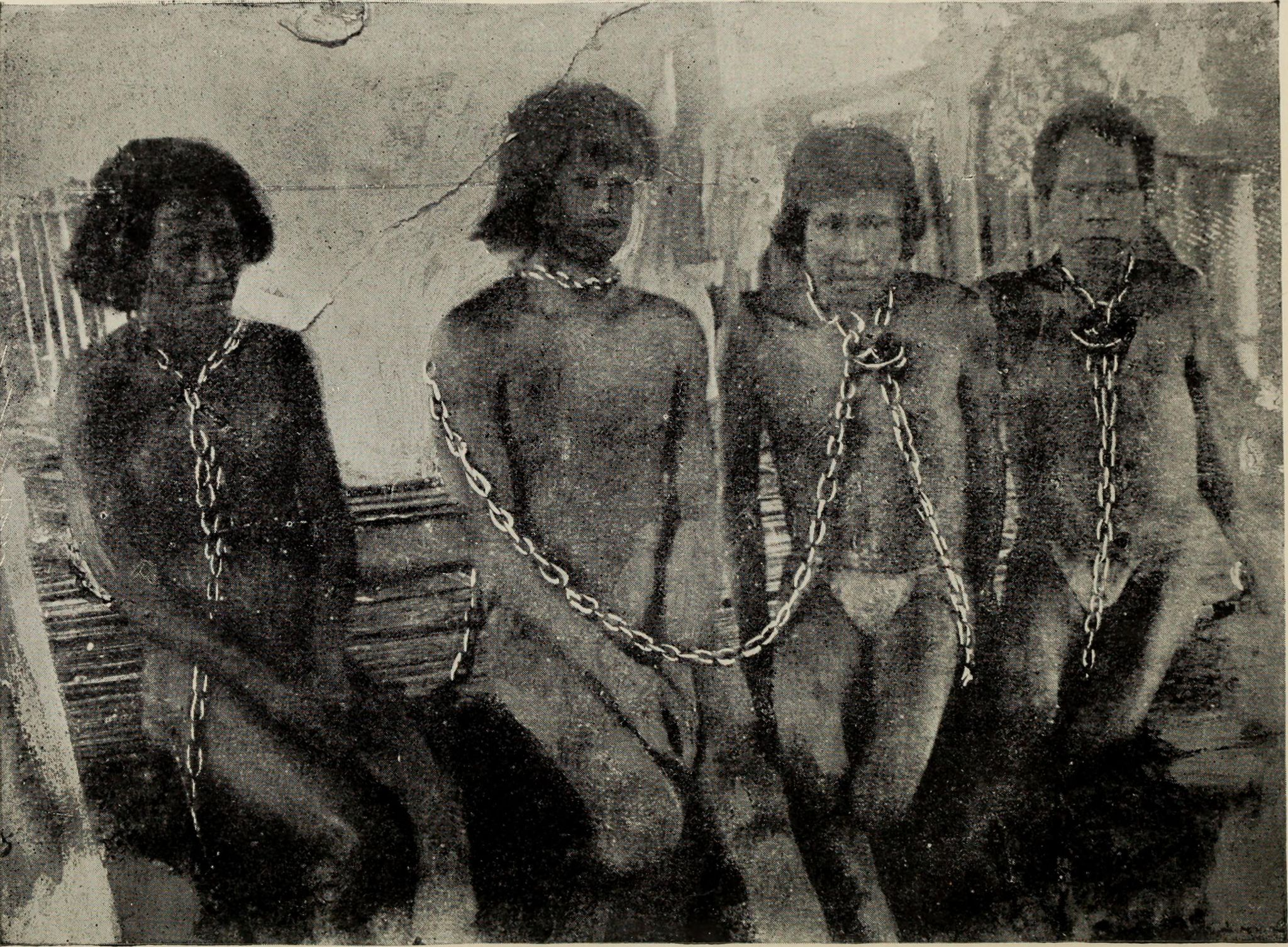
橡胶种植园将大量美洲印第安原住民作为奴隶提供劳动力。

亚马逊橡胶热潮 （葡萄牙語：Ciclo da borracha，发音：[ˈsiklu dɐ buˈʁaʃɐ]）主要发生于1879年至1912年这一区间，是巴西和亚马逊河周边地区经济社会历史上的一个重要组成部分，与橡胶的采集和商业化运转息息相关。以亚马逊盆地为中心，热潮导致了欧洲殖民主义在这一区域的大扩张，吸引了财富，引起了文化的转变和社会的转型，并对当地土著社群造成了巨大破坏。它促使了马瑙斯、韦柳港和贝伦， 也就是亚马孙州、朗多尼亚州和帕拉州这三个巴西州份首府的发展，还有秘鲁伊基托斯的发展。另外在第二次世界大战期间，亚马逊地区橡胶的生产和周边活动也有所增强。